# Västanåhöjden
Västanåhöjden este o arie protejată (arie specială de conservare — SAC, sit de importanță comunitară — SCI) din Suedia întinsă pe o suprafață de 261,1 ha, integral pe uscat.

## Localizare
Centrul sitului Västanåhöjden este situat la coordonatele 63°10′37″N 18°13′58″E / 63.1769°N 18.2328°E.

## Înființare
Situl Västanåhöjden a fost declarat sit de importanță comunitară în ianuarie 1997 pentru a proteja 1 specie de animale. Situl a fost protejat și ca arie specială de conservare în martie 2011.

## Biodiversitate
Situată în ecoregiunea boreală, aria protejată conține 4 habitate naturale: Mlaștini turboase de tranziție și turbării mișcătoare, Pante stâncoase silicioase cu vegetație casmofită, Taiga vestică, Mlaștini împădurite.
La baza desemnării sitului se află o specie protejată de  mamifere: râs eurasiatic (Lynx lynx).